# Colonia Bautista Saavedra
Colonia Bautista Saavedra ist eine Ortschaft im Departamento La Paz im südamerikanischen Andenstaat Bolivien.

## Lage im Nahraum
Colonia Bautista Saavedra liegt in der Provinz Caranavi und ist der zweitgrößte Ort im Cantón Caranavi im Municipio Caranavi. Die Ortschaft liegt in den bolivianischen Yungas auf einer Höhe von 804 m am rechten, nördlichen Ufer des Río Coroico, am Ostabhang der Cordillera Real, die westlich von Caranavi in mehreren Gipfeln auf über 6000 m ansteigt.

## Geographie
Colonia Bautista Saavedra liegt im Übergangsbereich zwischen dem andinen Altiplano und dem bolivianischen Tiefland. Das Klima ist ein typisches Tageszeitenklima, bei dem die mittleren Temperaturschwankungen im Tagesverlauf deutlicher ausfallen als im Jahresverlauf.
Die Jahresdurchschnittstemperatur liegt bei 25,5 °C und schwankt im Jahresverlauf nur unwesentlich zwischen 23 °C im Juni/Juli und 27 °C im November/Dezember (siehe Klimadiagramm Caranavi). Der Jahresniederschlag erreicht eine Höhe von fast 1500 mm, und bis auf eine kurze Trockenzeit im Juni/Juli ist das Klima ganzjährig feucht mit Monatsniederschlägen von über 200 mm von Dezember bis Februar.

## Verkehrsnetz
Colonia Bautista Saavedra liegt 165 Straßenkilometer entfernt von La Paz, der Hauptstadt des gleichnamigen Departamentos.
Von La Paz aus führt die asphaltierte Nationalstraße Ruta 3 in nordöstlicher Richtung 52 Kilometer bis Cotapata, von dort über 108 Kilometer bis Caranavi und weitere 442 Kilometer bis nach Trinidad am Río Mamoré.
Einen Kilometer hinter der Plaza von Caranavi zweigt eine Seitenstraße in nordwestlicher Richtung von der Ruta 3 ab und erreicht nach einem weiteren Kilometer das Zentrum der Colonia Bautista Saavedra und führt weiter Richtung Alto Illimani.

## Bevölkerung
Die Einwohnerzahl der Ortschaft ist in dem Jahrzehnt zwischen den beiden letzten Volkszählungen um mehr als zwei Drittel angestiegen:
| Jahr | Einwohner         | Quelle       |
| ---- | ----------------- | ------------ |
| 1992 | keine Detaildaten | Volkszählung |
| 2001 | 414               | Volkszählung |
| 2012 | 731               | Volkszählung |
| 2024 |                   | Volkszählung |

Die Region weist einen hohen Anteil an Aymara-Bevölkerung auf, im Municipio Caranavi sprechen 57,8 Prozent der Bevölkerung Aymara.